# عضدالدوله قباد
ملک عضدالدوله قباد دوم سی و چهارمین فرمانروای دودمان پادوسپانیان بود که میان سال‌های ۷۸۰ تا ۷۸۲ هجری در رویان حکومت داشت.

## حکومت
ملک قباد معاصر میربزرگ، مؤسس دودمان مرعشیان در آمل، بود و همچون اسلاف خود، با جنبش مرعشی مخالفت می‌ورزید. ظهیرالدین مرعشی، نویسندهٔ کتاب تاریخ طبرستان و رویان و مازندران، دربارهٔ مکاتبهٔ ملک قباد و یکی از پسران میربزرگ (جد ظهیرالدین) به نام رضی‌الدین نوشته‌است:
[رضی‌الدین] نزد ملک معظم قباد فرستاد که ما را با شما طریق محبت و یک‌جهتی در میان است و از جانب ما هیچ چیزی که خلاف عهد باشد، به ظهور نرسیده‌است، اما از شما با این خانواده هر چند نظر کرده می‌شود، صفای طویت و حسن عقیدت مشاهده نمی‌افتد و روز به روز هر چه به ظهور می‌رسد، خلاف عهد است. مثلاً وقتی ما متوجه تسخیر سوادکوه و فیروزکوه بودیم و مدد طلب نمودیم، هیچ التفات بر آن نرفت و دیگر آن که مردم آن ولایت را که ارادت به رضای حق تعالی جستن غالب می‌آید در لباس فقر درمی‌آیند چون شما مردم مسلمان و دین‌دارید لازم آن است که در تقویت آن‌ها سعی فرمایید به خلاف آن مشاهده می‌رود؛ بلکه چند نفر را ایذاء کرده بی‌حرمتی فرمدید کردن؛ و این معنی موجب خلاف عهد و دوستی است و اگر بعد از این آنچه نشانهٔ محبت و ولاجویی است، از شما ظاهر نگردد، گناه از طرف ما و درویشان نخواهد بود و فقراء و صلحاء در مقام انتقام قدم نهند.
ملک قباد پاسخی رسمی نفرستاد ولی پس از شنیدن سخنان قاصد، الفاظ زشتی به کار برد و این‌گونه کمال‌الدین مرعشی که شهر ساری تحت تسلط او بود، به فخرالدین مرعشی مأموریت داد به رویان لشکرکشی کند و آن منطقه را تحت کنترل خود درآورد. پدرشان، میربزرگ، هم این تصمیم را تأیید نمود.

### نبرد میراناده
۷۶۰ میلادی - چلاویان

  ۷۶۹ میلادی - جلالیان

  ۷۷۴ میلادی - کیا اسکندر و ۷۷۶ - کیاجلال متمیر

  ۷۸۳ میلادی - پادوسبانیان

  ۷۹۰ میلادی - قزوین و طالقان

  ۱۳۶۷ میلادی - ناصروندان در بیه‌پیش گیلان (برای کمک به کیاییان)

نخستین نبرد با پادوسبانیان اندکی پس از مرگ میربزرگ در میراناده یا مراندشت رخ داد. در این نبرد نیروهای مرعشی، توانستند بر پادوسبانیان غلبه کنند، ملک قباد به کجور عقب‌نشینی نمود و رستمدار به تصرف سادات درآمد. سید رضی‌الدین و فخرالدین تا حوالی کجور ملک قباد را تعقیب نمودند و در سرزمین ناتل، به روستای واتاشان رسیده و آنجا را مرکز عملیات جنگی اعلام نمودند و رستمدار را نیز از همان‌جا کنترل می‌کردند.

### نبرد لکتر
در بهار سال ۷۸۳ه‍ق ملک قباد دوم در صحرایی به نام لکتر (یا لکبیران یا لکتور)، به نیروهای مرعشی شبیخون زد و به آن‌ها ضربات سنگینی وارد ساخت. چنانچه نزدیک بود که سادات منهدم گردند. اما صبح روز بعد، در نبردی که بین دو سپاه درگرفت، ملک قباد کشته شد. پس از آن رستمداریان علی‌رغم ادامهٔ مقاومتشان، شکست خوردند و قلعه‌های کجور، کلار، هرسی و آبدان توسط سادات فتح شدند. پس از آن نیز سید فخرالدین، واتاشان را به عنوان پایتخت حکومت خویش بر غرب مازندران برگزید.